# Інститут Вейцмана
Науково-дослідний інститут імені Вейцмана або Інститут Вейцмана (івр. מכון ויצמן למדע Machon Weizmann LeMada) — університет (один з 8 державних) і науково-дослідна установа в Реховоті (Ізраїль).

## Загальні дані
Науково-дослідний інститут імені Вейцмана названо на честь його засновника Хаїма Вейцмана (1874—1952), видатного вченого-хіміка, політика і діяча сіоністського руху, 1-го президента Держави Ізраїль (1949—1952).
Заклад, що являє собою великий комплекс, розташований у місті Реховоті (на відстані 23 км від Тель-Авіва і 56 км від Єрусалима) на загальній території понад 100 га.
Адреса Інституту: а/с 26, Реховот 76100 Ізраїль
У Науково-дослідному інституті імені Вейцмана станом на кінець 2000-х навчаються близько 2 500 студентів (магістри і докторанти). Заклад надає II (магістра) та III (доктор) ступені, ступінь бакалавра відсутній. Щороку для навчання на ступінь магістра приймаються 180 осіб, доктора — 450 (дані поч. 2000-х років).
Викладання в Інституті проводиться англійською. Студенти отримують стипендію.

## Напрями досліджень і структура

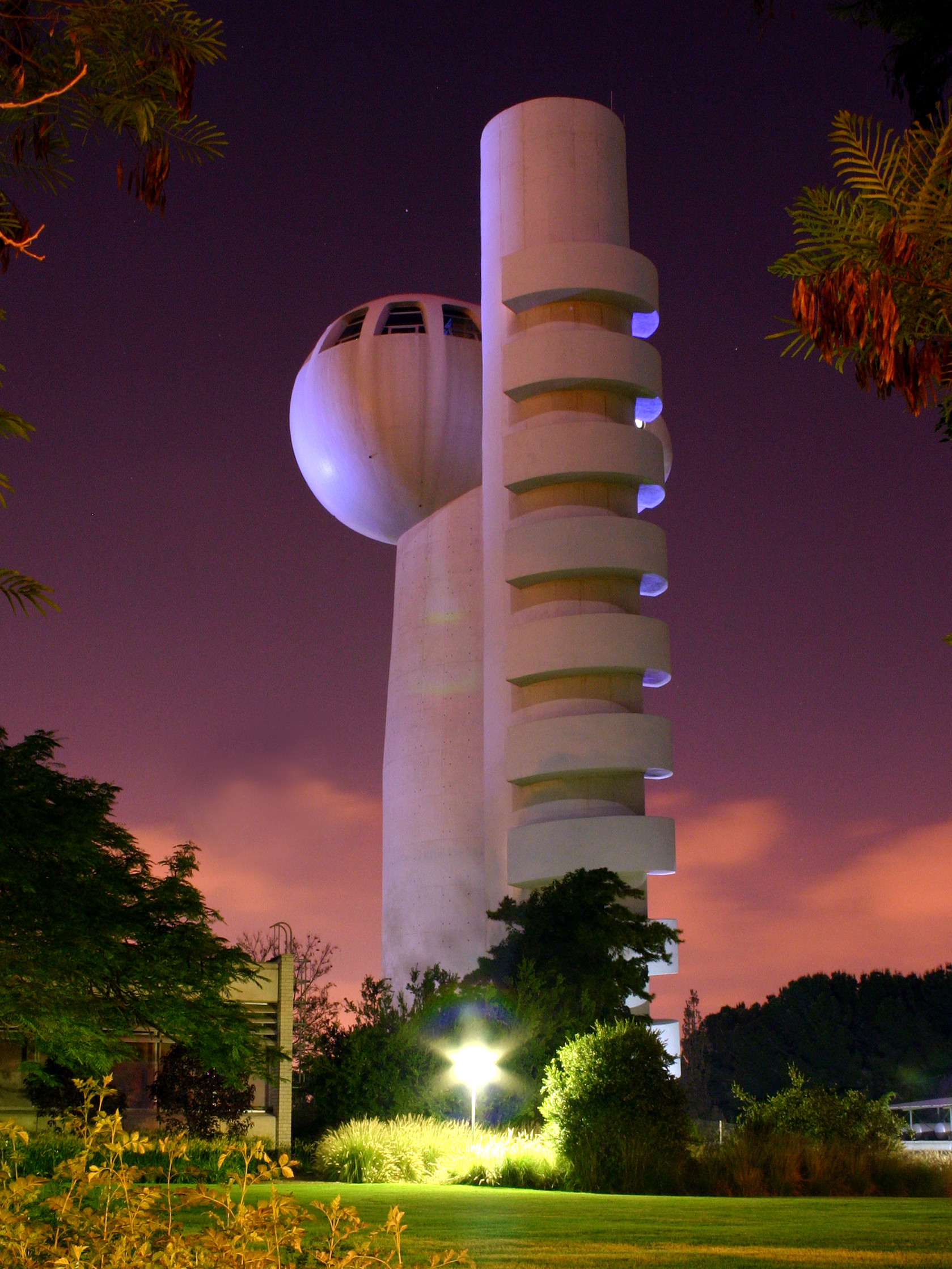
Прискорювач Коффлера у вечірню пору

Науково-дослідний інститут імені Вейцмана є як навчальним закладом, так і багатопрофільною науково-дослідницькою установою. 
Науково-дослідний інститут імені Вейцмана відрізняється від решти ізраїльських вишів тим, що надає вищу освіту та післядипломне навчання в галузі прикладної і теоретичної науки.
Навчання на ступені магістра і доктора (M.Sc. і Ph.D.) здійснюється в структурному підрозділі Інституту — Вищій школі імені Файнберга.
Основними напрямками досліджень у Науково-дослідному інституті імені Вейцмана є: фізика, математика, хімія і науки про Землю. Традиційно «сильною» (однією з найкращих у світі) вважається наукова школа, що готує фахівців і дослідників у галузях нейрохірургії, неврології, фізіології, біології і зокрема екології, комп'ютерних та інформаційних технологій тощо. 
В Інституті також готують викладачів з числа молодих учених.
У структурі закладу велике число лабораторій, бібліотек, науково-дослідницьких центрів і прикладних шкіл.

## Історія
У 1934 році подружжя Зів заснували в Реховоті дослідницький інститут з метою увічнити пам'ять про їхнього сина, Даніеля Зіва, який помер у молодому віці.
Зі здобуттям незалежності Державою Ізраїль цей заклад 2 листопада 1949 року було перейменовано на Науковий інститут Вейцмана.

### Президенти
- Хаїм Вейцман (1934-1952)
- Мейєр Вейсґаль (Meyer Weisgal) (1952-1959 як Голова Виконавчої ради)
- Абба Ебан (Abba Eban) (1959-1966)
- Мейєр Вейсґаль (1966-1969, як Президент)
- Альберт Сабін (Albert Sabin) (1969-1972)
- Ісраель Достровський (Israel Dostrovsky) (1972-1975)
- Міхаель Села (Michael Sela) (1975-1985)
- Арієх Дворецький (Aryeh Dvoretzky) (1985-1988)
- Хаїм Харарі (Haim Harari) (1988-2001)
- Ілан Хет (Ilan Chet) (2002-2006)
- Даніель Цайфман (Daniel Zajfman) (2006-дотепер)